# أمادو غرانل
أمادو غرانل (بالإسبانية: Amado Granell)‏ هو عسكري إسباني، ولد في 5 نوفمبر 1898 في بريانة في إسبانيا، وتوفي في 12 مايو 1972 في سويقة (بلنسية) في إسبانيا بسبب حادث مرور.